# 日本電気ホームエレクトロニクス
日本電気ホームエレクトロニクス株式会社（にっぽんでんきホームエレクトロニクス）は、かつて存在した日本電気（NEC）の兄弟会社である。家電製品の製造販売を手がけていた。略称はNEC-HE。
旧称は新日本電気株式会社。1985年以降は NECホームエレクトロニクスを公称としていた。

## 概要

### 創設期
1953年6月、NECのラジオ事業部を独立させ、新日本電気株式会社として発足。本社は当初大阪市であったが、後に東京に本社機能を移して大阪は支社扱いとなる。扱い品目は真空管、ブラウン管、照明器具、テープレコーダーなど。その後ラジオ受信機や白物家電の製造販売へ事業を拡充、1963年よりテレビ受像機の製造部門をNECから移管して総合電機メーカーとしての商品ラインを整備した。1970年代からは市民ラジオ・アマチュア無線機器も生産販売。

### PC-6001発売
1980年代、家庭用VTR市場にベータフォーマット方式で参入、規格主幹であるソニーとは違った観点で製品開発を行い、高い技術力を発揮した（ベータフォーマット方式の劣勢から、のちにVHS方式に転換）。
1981年、日本の家庭用パソコンの先駆けでパピコンの愛称で親しまれたPC-6001を開発し販売。
1983年、商号を日本電気ホームエレクトロニクス株式会社に変更。同年オーディオ分野に進出。CDプレーヤ（CD-803）やプリメインアンプ A-10などを販売。
1989年にNECスーパータワーが完成してNEC本社が移転すると、本社を住友三田ビルから、それまでNEC本社が入っていた森永プラザビル（森永製菓本社）に移した。
1989年当時、PI（パーソナルインテリジェンス）事業部にてPC-8800シリーズの開発と製造、PC-9800シリーズの委託製造（開発はNEC本体）を行っていた。

### PCエンジン発売
1987年にはPCエンジンを開発・発売し家庭用ゲーム機の分野にも進出する。このPCエンジンは当時の市場を席巻していた任天堂のファミリーコンピュータを性能で凌ぎ、大ヒットとはならなかったが日本国内で累計750万台を販売した。
さらには周辺機器としてソフトウェア媒体にCD-ROMを使用したCD-ROM2も発表、後のゲーム機市場に大きな影響を与えた。PCエンジンの成功により、日本電気ホームエレクトロニクスは任天堂やセガと並ぶ大手ゲーム機メーカーの一つとなる。また、出荷数はわずかだが、パイオニアのOEMでレーザーアクティブを販売していたためメガドライブ互換機を販売していた。

### 解散まで
PCエンジンシリーズの後継機として1994年末に投入された、PC-FXが市場の動向を読み誤るなどの戦略ミスが原因で売り上げ不振に陥る。以降の業績悪化も招き、1999年9月28日に発表されたNECグループの大規模リストラによって事業分割・移管のうえ会社解散が決定。2000年3月31日をもって事業活動を終了し、2002年2月に清算完了。

## 業務承継会社
- NECライティング株式会社（照明器具・管球事業） - 2019年4月に事業譲渡によりホタルクスとなり、NECグループを離れる。
- NECディスプレイソリューションズ株式会社（コンピュータディスプレイ、プロジェクタ）
  - 同社は当初三菱電機との合弁で「NEC三菱電機ビジュアルシステムズ株式会社」という社名だったが、2005年3月31日を以て合弁解消、NECの完全子会社となって社名も変更。
  - 2020年11月1日、66%の株式がシャープに譲渡され、社名を「シャープNECディスプレイソリューションズ株式会社」に変更。
- ビッグローブ株式会社 - PCエンジンおよびPC Engineの登録商標（ハード開発元であるハドソンから引き継いだコナミデジタルエンタテインメントと共同）やリンダキューブの著作権の一部など、ゲーム作品の権利を継承。なお、同社は2014年4月よりNECグループを離脱し、2016年からKDDIの傘下となっている[1]。

## 主な製品一覧

### カラーテレビ、オーディオ
- トランジスタテレビ　「オートカラー『太陽』」シリーズ（1960年代後半）
- タッチセンサー選局方式テレビ「パピプペポン」シリーズ（1976年頃）

「太陽」「パピプペポン」のCMには、俳優の高橋英樹が出演した。前者は「太陽の男・高橋英樹」のキャッチフレーズにて宣伝活動を行った。
- 音声多重テレビ「語学友パペット9」シリーズ（1979年頃）

この「語学友パペット9」のCMには、ゴダイゴが出演した。
- 2画面テレビ「ポップビジョン」シリーズ（1980年代初頭）
- リモコン付テレビ「カードチャンネル」シリーズ（1980年代初頭）
- マルチメディア（RGB端子付）テレビ「ターミナル」シリーズ（1984年頃）
- ステレオ「田園」シリーズ（時期不詳）
- ラジオたんぱ専用トランジスタラジオ「ワンタッチたんぱ」（時期不詳）
- コンポーネントステレオ「DianGo」（1977年～1982年）

サラウンドデコーダのみ、「パラボーラ」に継承された。
- ビデオデッキ「ビスタック」シリーズ（1980年代初頭～1990年代前半）

80年代には、ベータ＆VHS/S-VHSのCMには、主に斉藤由貴が出演した。NECのイメージキャラクターでもあった。
デジタルノイズワイパーという前後の画像をデジタル的に差分をとり、その差分をノイズとしてフィルタリングする機能があった。
この「ノイズワイパー」は、他社にはない技術でかなりの評価があった。
- ベータHi-Fiビデオデッキ「ベータハイファイ」シリーズ（1980年代）
- VHSコンピュータビデオデッキ「コンボイ」シリーズ

パソコン（NEC PC-9800シリーズ）よりコントロールできる。
- 業務/教育向けUマチックVTR（1970年代）
- 文字多重放送対応テレビ「moji2」

カラーテレビのCMには、「太陽」シリーズから「moji2」シリーズまでの長きに渡り、高橋英樹が出演した。
- 衛星放送受信システム「パラボーラ」（1980年代後半～1990年代）

商品ブランドは「パラボラアンテナ」をもじったもの。
- ゴースト除去チューナ「ゴーストクリア」（1990年代）
- インターネット対応テレビ「インタ楽TV（インタラクティブ）」（1996年頃）

ブラウザにはNavio（ネットスケープの子会社が開発）が採用されている。
- 液晶ディスプレイテレビ「nextv」（1990年代中頃）
- プラズマテレビ「PLASMA X」（1990年代中頃）
- MVDISCビデオレコーダー「Giga Station」（末期の製品）

記録型DVDの登場により衰退。
なお、後に発売されたPK型番のホームAVサーバは、NECパーソナルプロダクツの製品。

### トランシーバー
- CQ-Pシリーズ（アマチュア無線用）
- NTRシリーズ（市民バンド用）

### 冷凍冷蔵庫（三洋電機OEM）
- 大型冷蔵庫「ファミリア」シリーズ（1960年代～1990年代）
- 小型冷蔵庫「テイスティミニ」シリーズ（1980年代後半？～1990年代）

### 洗濯機（三洋電機OEM）
- 二槽式・全自動式洗濯機「ネオクイーン」シリーズ（1990年代）

### 衣類乾燥機（三洋電機OEM）
・センサードライ

### エアコン
- 壁掛け・窓用タテ型「白樺」シリーズ（1980年代）
- 壁掛け・窓用タテ型「ソフィール」シリーズ（1990年代）

※家庭用の多くは三洋電機OEMだったが、大容量モデルの一部は東芝OEMもあった。
業務用エアコンは、「白樺」「ソフィール」ブランドで展開。三洋電機OEM。

### 扇風機（三洋電機OEM）
・三洋電機が新日本電気製の古い年式の扇風機の相談を受け付けている。

### 真気発生器
- 森・近・感（1990年代）

### 電子レンジ（三洋電機OEM）
- ジモティー
- MC-E2

### 炊飯器
- NKJ-054T-H

### 布団乾燥機（三洋電機OEM）
- Sunace7

- ダニボンバー

- SA・RA・SA

### 電気毛布
- ハイユニケット（1970年代（昭和40年代）に発売。CMキャラクターは林家こん平）

### 家庭用ゲーム機

#### 据え置き型
- PCエンジン
  - PCエンジンシャトル
  - PCエンジンコアグラフィックス
  - PCエンジンコアグラフィックスII
  - PCエンジンLT
- PCエンジンスーパーグラフィックス
- PCエンジンDuo
  - PCエンジンDuo-R
  - PCエンジンDuo-RX
- PC-FX
- レーザーアクティブ

#### 携帯型
- PCエンジンGT

#### 周辺機器
- CD-ROM2
- SUPER CD-ROM2
- PC-KD863G PCエンジン内蔵型CRTモニター

### 情報機器

#### パーソナルコンピュータ
- PC-6000シリーズ
- PC-6600シリーズ
- PC-8000シリーズ
- PC-8800シリーズ

#### その他のパソコン周辺機器
- PC-FXボード（CanBe専用）
- PC-FXGA
- PC 3D Engine
- PC 3D Engine 2

#### ワープロ専用機
- 文豪シリーズ

### 照明器具
- ソフトインバーター（蛍光灯器具・1980年代後半）
- かんたっち（蛍光灯器具・1990年代前半）
- サンホワイト5（普及型（一般照明用）昼白色蛍光ランプ）
- ライフルック（3波長型蛍光ランプ）
- ホタルック

### カーエレクトロニクス
- カーナビゲーション「GoGoNavi」（1990年代）

### バス用機器
- 運賃箱
- 運賃表示器
- 車内放送装置
- 乗車券・定期券発行装置

バス用機器については田村電機（現：サクサ）に事業譲渡された。

### コンシューマー機用ゲームソフト

#### 1991年
- 「ゲンジ通信あげだま」（PCエンジン）

#### 1993年
- 「ストリートファイターIIダッシュ」（PCエンジン）
- 「眠れぬ夜の小さなお話」（PCエンジン）
- 「マジクール」（PCエンジン）
- 「ムーンライトレディ」（PCエンジン）
- 「メタモジュピター」（PCエンジン）

#### 1994年
- 「エメラルドドラゴン」（PCエンジン）
- 「ゲッツェンディーナー」（PCエンジン）
- 「サーク III」（PCエンジン）
- 「3×3EYES 三只眼變成」（PCエンジン）
- 「Jリーグ トリメンダスサッカー'94」（PCエンジン）
- 「藤子・F・不二雄の21エモン めざせ!! ホテル王」（PCエンジン）
- 「ブランディッシュ」（PCエンジン）
- 「ぽっぷるメイル」（PCエンジン）
- 「マッドストーカー フルメタルフォース」（PCエンジン）
- 「女神天国」（PCエンジン）

#### 1995年
- 「アニメフリークFX Vol.1」（PC-FX）
- 「アニメフリークFX Vol.2」（PC-FX）
- 「機装ルーガII」（PCエンジン）
- 「雀神伝説」（PCエンジン）
- 「となりのプリンセス ロルフィー」（PC-FX）
- 「ソリッド・フォース」（PCエンジン）
- 「全日本女子プロレス Queen of Queens」（PC-FX）
- 「プライベート・アイ・ドル」（PCエンジン）
- 「プリンセスメーカー1」（PCエンジン）
- 「プリンセスメーカー2」（PCエンジン）
- 「リンダキューブ」（PCエンジン）
- 「レッスルエンジェルス ダブルインパクト 団体経営編&新人デビュー編」（PCエンジン）

#### 1996年
- 「赤ずきんチャチャ -お騒がせ! パニックレース!-」（PC-FX）
- 「アニメフリークFX Vol.3」（PC-FX）
- 「Go!Go!バーディチャンス」（PCエンジン）
- 「バザールでござーるのゲームでござーる」（PCエンジン）
- 「はたらく☆少女 てきぱきワーキン・ラブ」（PCエンジン）
- 「女神天国II」(PC-FX)

#### 1997年
- 「アニメフリークFX Vol.4」（PC-FX）
- 「アニメフリークFX Vol.5」（PC-FX）
- 「アルバレアの乙女」（PC-FX）
- 「こみっくろーど」（PC-FX）
- 「スパークリングフェザー」（PC-FX）

#### 1998年
- 「アニメフリークFX Vol.6」（PC-FX）
- 「セブンスクロス」（ドリームキャスト）
- 「はたらく☆少女 てきぱきワーキン♥ラブFX」（PC-FX）
- 「ルルリ・ラ・ルラ」（PC-FX）

#### 1999年
- 「エスピオネージェンツ」（ドリームキャスト）
- 「デッド・オブ・ザ・ブレインI＆II」（PCエンジン）
- 「戦国TURB」（ドリームキャスト）
- 「戦国TURB Fanfan I love me Dunce-doublentendre -」（ドリームキャスト）

#### 発売中止
- 「フラッシュエンゼルス」（PCエンジン）
- 「ミサイルファイター」（PCエンジン）
- 「バーチャルインベーダー」（PC-FX）